# 長雙鬚蟲
长双须虫（学名：Eteone longa）为多毛纲叶须虫科双须虫属的动物。舊屬沙蠶屬，本物種分佈於日本海、鄂霍次克海、白令海，包括黄海等海域，一般生活于浅水、喜栖于砂质泥底以及在潮间带穴居于泥砂底质。